# Amatorski gang
Amatorski gang (fr. Bande à part) – francuski film kryminalny z 1964 roku w reżyserii Jean-Luca Godarda. Zdjęcia kręcono w Paryżu oraz w Joinville-le-Pont (departament Dolina Marny). 

## Fabuła
Odile poznaje Franza i Arthura w szkole nauki języka angielskiego. Wkrótce młoda dziewczyna wyjawia Franzowi sekret pieniędzy, które należą do jej ciotki – Victorii. Znajdują się one w domu dziewczyny, w którym mieszka ona z ciotką. O tajemnicy dowiaduje się także Arthur, który próbuje nakłonić Odile do współudziału w napadzie. Dziewczyna, początkowo niechętna planom Arthura, ulega fascynacji młodym mężczyzną i godzi się na kradzież.
Cała trójka przestępców nie potrafi się przygotować do napadu. Kierują się emocjami, a nie zdrowym rozsądkiem.

## Obsada
- Anna Karina – Odile
- Sami Frey – Franz
- Claude Brasseur – Arthur
- Danièle Girard – Nauczyciel angielskiego
- Louisa Colpeyn – Ciotka Victoria
- Georges Staquet – Legionista

## Recenzje
Magazyn filmowy "Empire" umieścił w 2010 roku "Amatorski gang" na 79. miejscu w rankingu 100 najlepszych nieanglojęzycznych filmów w historii kina.